# پتار ولیچکوف
پتار ولیچکوف (بلغاری: Петьр Йорданов Величков؛ ۸ اوت ۱۹۴۰ – ۱۵ ژوئیهٔ ۱۹۹۳) بازیکن فوتبال اهل بلغارستان بود.
وی همچنین در تیم ملی فوتبال بلغارستان بازی کرده‌است.